# Покрајина Семнан
Покрајина Семнан (перс. استان سمنان; Ostān-e Semnān) је једна од покрајина Ирана, од 31 иранске покрајине. Налази се на сјеверу земље, са сјеверозапада се граничи са Техеранском покрајином, те са сјевера Мазандараном, Голестаном и Сјеверним Хорасаном, Разави Хорасаном на истоку, Јаздском покрајином и Исфаханском покрајином на југу, те Комском покрајином на западу. Покрајина Семнан има површину од 97,491 км², а према попису становништва из 2011. године у њој је живјело 631,218 становника. Сједиште покрајине налази се у граду Семнану.

## Окрузи
- Арадански округ
- Дамгански округ
- Гармсарски округ
- Мехдишахерски округ
- Мејамијски округ
- Семнански округ
- Соршки округ
- Шахрудски округ